# 興神流
興神流（こうしんりゅう）とは、藤原保昌が創始した居合術の流派である。加賀藩で学ばれていた。

## 歴史
流祖は藤原保昌である。
武田信玄の軍師山本勘助に伝わった後、越後の上杉家に伝わり、その後に加賀藩に伝えられたとされる。
加賀藩では、藩校の経武館で教授されていた。

## 流派の内容
前八段之剣法、奥十二段之剣法、陰七段之剣法の二十七本を伝えている。
流派の体系は、興神流居合術心得（折紙）で居合の心得を学び、興神流居合刀術目録之巻（中伝）で技を学ぶ。さらに、序之巻附介錯・拾八首五箇条之巻・水鏡之巻（免許）で武士としての心得を学ぶようになっている。

## 現在の興神流
日本古武道協会が出版した『日本古武道総覧』 によると、平成9年（1997年）時点の興神流宗家は、松本道二の門人で免許皆伝を許された三人の一人である高野義次（小松義次）である。
平成9年（1997年）時点では石川県石川郡野々市町（現在の野々市市）の野々市武道館で活動していた。